# 短梗幌伞枫
短梗幌伞枫（学名：Heteropanax brevipedicellatus）为五加科幌伞枫属的植物，是中国的特有植物。分布于中国大陆的福建、江西、广东、广西等地，生长于海拔400米至500米的地区，常生长在低丘陵森林中及林缘路旁的荫蔽处，目前尚未由人工引种栽培。

## 别名
短硬罗汉（福建师范学院学报）